# ラムパーン空港
ラムパーン空港（ラムパーンくうこう、タイ語 : ท่าอากาศยานลำปาง、英語 : Lampang Airport ）は、タイ王国北部、ラムパーン県ムアンラムパーン郡プラバート町（タムボン）にある空港。

## 施設
滑走路は18/36方向に1,971m (6,465ft) の長さの物が1本あり、誘導路は無く航空機は滑走路の両端で折り返す。空港ターミナルビルにはボーディング・ブリッジはなく乗客は搭乗検査後、徒歩にて駐機場まで向かう。
2015年9月27日に、新旅客ターミナルの開所式が行われた。

## 就航航空会社と就航都市
国内線
| 航空会社               | 就航地                             |
| ---------------------- | ---------------------------------- |
| バンコク・エアウェイズ | スワンナプーム国際空港（バンコク） |
| ノックエア             | ドンムアン空港（バンコク）         |